# Rediviva alonsoae
Rediviva alonsoae is een vliesvleugelig insect uit de familie Melittidae. De wetenschappelijke naam van de soort is voor het eerst geldig gepubliceerd in 2001 door Whitehead & Steiner.